# Giro podaljšana kvadratna bipiramida
| Giro podaljšana petstrana bipiramida | Giro podaljšana petstrana bipiramida |
| ------------------------------------ | ------------------------------------ |
| Rhombohedron                         |                                      |
| Vrsta                                | Johnsonovo telo J16-J17-J18          |
| Stranske ploskve                     | 2.8 trikotnikov                      |
| Robovi                               | 24                                   |
| Oglišča                              | 10                                   |
| Dualni polieder                      | kvadratni prisekani trapezoeder      |
| Konfiguracija oglišča                | 2(34) 8(35)                          |
| Simetrijska grupa                    | D4d, [2+,8], (2*,4)                  |
| Vrtilna grupa                        | D4, [2,4]+, (422)                    |
| Lastnosti                            | konveksna, deltaeder                 |

Giro podaljšana kvadratna bipiramida je eno izmed Johnsonovih teles (J17). Kot že ime kaže ga lahko konstruiramo tako, da giro podaljšamo (glej Johnsonovo telo) oktaeder ali kvadratno bipiramido tako, da dodamo kvadratno antiprizmo med njeni skladni polovici. Je deltaeder.

## Dualni polieder
Dualno telo giro podaljšane kvadratne bipiramide je kvadratni prisekani trapezoeder, ki ima 10 stranskih ploskev: 8 petkotnikov in 2 kvadrata.
| Dualno telo giro podaljšane kvadratne bipiramide | Mreža dualnega telesa |
| ------------------------------------------------ | --------------------- |
|                                                  |                       |